# هوغو باول فريدريك شولتس
هوغو باول فريدريك شولتس (بالألمانية: Hugo Schulz)‏ هو كيميائي وأستاذ جامعي ألماني، ولد في 6 أغسطس 1853 في فيزل في ألمانيا، وتوفي في 13 يوليو 1932 في برلين في ألمانيا.